# La Vega, Hidalgo
La Vega är en ort i Mexiko.   Den ligger i kommunen Cardonal och delstaten Hidalgo, i den sydöstra delen av landet, 130 km norr om huvudstaden Mexico City. La Vega ligger 1 916 meter över havet och antalet invånare är 493.
Terrängen runt La Vega är huvudsakligen kuperad, men åt sydväst är den platt. Runt La Vega är det ganska tätbefolkat, med 60 invånare per kvadratkilometer. Närmaste större samhälle är Ixmiquilpan, 15,8 km sydväst om La Vega. Trakten runt La Vega består i huvudsak av gräsmarker.